# Ty (album)
A Ty a Skaldowie együttes 1970-ben ötödik sorlemeze, melyet a Muza adott ki. Katalógusszámai: XL 0634 (mono), SXL 0634 (stereo). 

## Az album dalai

### A oldal
1. Zwariowane koło 3:10
2. Dwa - jeden - zero - start 3:12
3. Póki ludzie się kochają 2:56
4. Coraz większe oczekiwanie 6:02
5. Hymn kolejarzy wąskotorowych 3:58

### B oldal
1. Narodził się człowiek 5:48
2. Ty 3:45
3. Na wszystkich dworcach świata 5:58
4. Ostatnia scena 4:07
5. Epilog 1:13